# Vít Jedlička
Vít Jedlička (ur. 6 września 1983 w Hradcu Králové) – czeski polityk, publicysta oraz aktywista.
Był przewodniczącym Partii Wolni w kraju hradeckim, założycielem i przewodniczącym czeskiego stowarzyszenia Reformy.cz. 13 kwietnia 2015 roku założył samozwańczą libertariańską mikronację Wolną Republikę Liberlandu i został jej pierwszym prezydentem.

## Życiorys
Ojciec Vita stracił pracę w Instytucie Miar i Wag w Pradze, po tym jak stracił przychylność władz za sprzeciw wobec wstąpienia do partii komunistycznej. Następnie został zesłany do pracy jako mechanik. Podczas czeskiego kryzysu finansowego w 1997 roku rodzina Jedlički omal nie zbankrutowała. W latach 2006–2009 był dyrektorem zarządzającym HKfree.net, serwisu internetowego działającego w rodzinnym mieście Hradec Králové. W 2008 roku uzyskał tytuł licencjata w dziedzinie stosunków międzynarodowych na Uniwersytecie Ekonomicznym w Pradze. W latach 2009–2014 Jedlička był regionalnym przewodniczącym Partii Wolni. W 2011 roku był współzałożycielem Reformy.cz, społecznego serwisu informacyjnego o poglądach libertariańskich, a następnie został jego prezesem. Tytuł magistra nauk politycznych uzyskał w Instytucie CEVRO w 2014 roku.

## Polityka
Od 2001 roku był członkiem Obywatelskiej Partii Demokratycznej. Od 2009 roku jest członkiem Partii Wolni. W tym samym roku został wybrany przewodniczącym Partii Wolnych Obywateli w kraju hradeckim.

### Poglądy
Jedlička uważa się za libertarianina o liberalnych poglądach wobec wolności jednostki, popiera możliwie najmniejszą ingerencje ze strony państwa. Był uczestnikiem Property and Freedom Society w 2015 roku. W jednym z podcastów określił się jako anarchokapitalista zainspirowany Bastiatem. Jedlička jest eurosceptykiem i ostrzega przed różnicą między wolnym rynkiem a rynkiem wewnętrznym. Twierdzi także, iż w Unii Europejskiej występuje deficyt demokracji. Jedlička określił Europejski Mechanizm Stabilności jako protektorat. Sprzeciwia się socjalizmowi.

### Liberland
13 kwietnia 2015 roku Vít Jedlička ogłosił powstanie Wolnej Republiki Liberlandu na wyspie ulokowanej pomiędzy Serbią i Chorwacją (jej przynależność do któregoś z tych państw jest przedmiotem dyskusji). Komitet, który powołał Jedlička, wybrał go tego samego dnia prezydentem.